# غفوروو
غفوروو (انگلیسی: Gafurovo) یک شهرک در شهرستان تویمازینسکی استان باشقیرستان کشور روسیه است.